# María del Cerro
María del Cerro (Buenos Aires, 20 marzo 1985) è un'attrice, modella, conduttrice e designer argentina.

## Carriera
Ha cominciato la carriera nel 2002 partecipando al reality show Super M. Nel 2007 debutta come attrice nella telenovela Romeo y Julieta. Dal 2008 al 2010 interpreta  Melody Paz nella telenovela Teen Angels. Con il cast fa tournée in Argentina, Cile, Israele, Messico, Panama, Perù, Spagna e molti altri Stati.
Nel 2011 partecipa come Carolina nella telenovela Los únicos, con protagonisti Mariano Martinez, Nicolás Cabré e Nicolás Vázquez. Nel 2012 fa parte del cast della telenovela Lobo e realizza una comparsa nella telenovela Dulce amor.
Nel 2013 recita nella miniserie Sandia con vino e ha una piccola parte nella telenovela Taxxi, amores cruzados. Alla fine del 2013 presenta la sua nuova linea di costumi da bagno insieme a Sweet Victorian, chiamata Mery.
Nel 2014 partecipa al film Chicos católicos apostólicos y romanos. Nel 2016 partecipa al reality Bailando 2016 il cui conduttore è Marcelo Tinelli, dove arriva in semifinale dopo sette mesi di show. 
Nel 2017 si dedica a pieno alla recitazione, in teatro prende parte all'opera Como el culo e nella televisione è parte del cast di Golpe al corazón, nel ruolo dell'infermiera Lucrecia.
Nel 2024 partecipa alla serie tv di Cris Morena intitolata Margarita uno spin-off di Floricienta nel ruolo di Yamila

## Vita privata
Da aprile 2005 a fine 2008 ha avuto una relazione con l'attore Benjamín Rojas. Dal 2010 ha una relazione con Jaime Bouquet, con il quale ha due figlie, Mila e Cala, nate rispettivamente il 23 agosto 2015 e il 14 aprile 2020.

## Filmografia

### Cinema
- Chicos católicos apostólicos y romanos, regia di Juan Paya (2014)

### Televisione
- Super M – programma TV (2002)
- Romeo y Julieta – serie TV (2007)
- Lalola – serial TV (2007)
- Teen Angels (Casi Ángeles) – serial TV (2008-2010)
- Los únicos – serie TV (2011)
- Lobo – serial TV (2012)
- Dulce amor – serial TV (2012)
- Yups – programma TV, conduttrice (2013)
- Sandía con vino (2013)
- Taxxi, amores cruzados – serial TV (2013)
- Studio Movie Plus – programma TV, conduttrice (2014-2015)
- Golpe al corazón – serial TV (2017-2018)
- Bailando por un sueño 2016 – programma TV (2016)
- Vestido de novia: el gran día – programma TV, conduttrice (2016-2017)
- Los especialistas del show – programma TV, conduttrice (2018)
- Bailando por un sueño 2018 – programma TV (2018)
- El Challenge: desafío de estilistas – programma TV, conduttrice (2019)
- Margarita - Serial TV (2024)

## Teatro
- Pelota paleta (2007)
- Algunas mujeres a las que les cagué la vida (2014)
- Como el culo (2017)

## Doppiatrici italiane
Nelle versioni in italiano delle opere in cui ha recitato, María del Cerro è stata doppiata da:
- Alessia Amendola e Perla Liberatori in Teen Angels[16]